# Iglesia de San Alejo (Claverol)
La iglesia de San Alejo es una ermita románica del pueblo de Claverol, perteneciente al municipio de Conca de Dalt, en el Pallars Jussá. Hasta 1969 formaba parte del término municipal de Claverol.
Los restos de esta iglesia están en la cima de una colina que domina el pueblo por el lado noreste a unos 500 metros de Claverol.